# Амэ-онна
Амэ-онна (яп. 雨女, женщина дождя) — дух дождя в японском фольклоре. Это существо считалось японцами богиней с холма Ушань в Китае, которая являлась утром в облаке, а вечером — в дожде. Она может рассматриваться как покровительница дождя, полезного для сельскохозяйственных культур, поскольку амэ-онну до сих пор почитают фермеры. Описывается как женщина, стоящая под дождём и слизывающая капли со своей руки. Согласно поверьям, её можно встретить на земле гуляющей ненастными ночами.

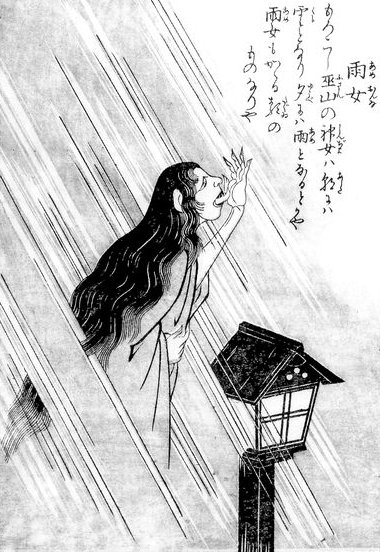
Амэ-онна (иллюстрация Ториямы Сэкиэна, 1780 г.)

В современном представлении японцы считают «амэ-онной» (или «амэ-отоко» — её мужской эквивалент) несчастливого человека, которого по всей видимости сглазили, так как дождь следует за ним по пятам, куда бы тот ни пошёл. Таким образом он приобретает репутацию «человека дождя», приглашение которого, из-за сопровождающих его персону осадков, сулит срыв уличных мероприятий, таких как свадьба или спортивное состязание.